# 17 رمضان
- السبت
- الأحد
- الاثنين
- الثلاثاء
- الأربعاء
- الخميس
- الجمعة

- 11 مارس 2025
- 22 مارس 2025
- 33 مارس 2025
- 44 مارس 2025
- 55 مارس 2025
- 66 مارس 2025
- 77 مارس 2025
- 88 مارس 2025
- 99 مارس 2025
- 1010 مارس 2025
- 1111 مارس 2025
- 1212 مارس 2025
- 1313 مارس 2025
- 1414 مارس 2025
- 1515 مارس 2025
- 1616 مارس 2025
- 1717 مارس 2025
- 1818 مارس 2025
- 1919 مارس 2025
- 2020 مارس 2025
- 2121 مارس 2025
- 2222 مارس 2025
- 2323 مارس 2025
- 2424 مارس 2025
- 2525 مارس 2025
- 2626 مارس 2025
- 2727 مارس 2025
- 2828 مارس 2025
- 2929 مارس 2025
- 130 مارس 2025
- 231 مارس 2025
- 31 أبريل 2025
- 42 أبريل 2025
- 53 أبريل 2025
- 64 أبريل 2025

17 رمضان أو 17 رمضان المُبارك أو يوم 17 \ 9 (اليوم السابع عشر من الشهر التاسع) هو اليوم الثالث والخمسون بعد المائتين (253) من أيَّام السنة (أو الرابع والخمسون بعد المائتين لو كان شهر شعبان مُتممًا لليوم الثلاثين أو الخامس والخمسون بعد المائتين لو أتم كلاً من صفر وربيع الآخر وجمادى الآخرة وشعبان ثلاثين يوماً) وفق التقويم الهجري القمري (العربي). يبقى بعده 101 أو 102 أيَّام لانتهاء السنة.

## أحداث
- 2 هـ - وقوع غزوة بدر الكبرى والتي تمثل أول حرب في الإسلام، والتي كان النصر فيها حليف المسلمين.
- 40 هـ - الخارجي عبد الرحمن بن ملجم يحاول اغتيال الخليفة علي بن أبي طالب بطعنه بخنجر مسموم أثناء صلاة الفجر.
- 223 هـ - تحقيق المسلمين النصر على الدولة البيزنطية في معركة عمورية بقيادة الخليفة المعتصم العباسي.
- 256 هـ - دخول صاحب الزنج وقائد ثورتهم علي بن محمد بن أحمد إلى الأهواز.
- 405 هـ - الخليفة الفاطمي الحاكم بأمر الله يصدر قراراً بتعيين ابن الفرات في منصب الوساطة بين الخليفة والرعية.
- 490 هـ - عودة الشام إلى التبعية للفاطميين في عهد الخليفة الفاطمي المستعلي بالله بعد أن أرسل حملة يقودها الوزير الأفضل شاهنشاه لحصار بيت المقدس بعد أن قطع واليها سقمان بن أرتق الدعوة للفاطميين ودعا للعباسيين.
- 706 هـ - القاضي تقي الدين الحنبلي يحكم بحقن دم محمد الباجربقي، وكان الباجربقي صوفياً ملحداً، وصارت بعده الباجربقية مذهباً إلحادياً معروفاً.
- 709 هـ - تنازل السلطان الظاهر بيبرس عن عرش مصر، بعد مرور عامٍ ونصف على حكمه.
- 1212 هـ - صدور قرار من الحكومة الفرنسية بالموافقة على قيام حملة عسكرية بقيادة نابليون بونابرت لغزو مصر، فيما عُرف بالحملة الفرنسية على مصر.
- 1250 هـ - تأسيس إمارة دبي بعد 15 عامًا من ارتباطها بالحماية البريطانية.
- 1313 هـ - القوات الإثيوبية تهزم القوات الإيطالية الغازية هزيمة مروعة في «معركة العدوى».
- 1324 هـ - بداية جلاء قوات الدولة العثمانية من منطقة القصيم على يد قوات عبد العزيز بن عبد الرحمن بن فيصل آل سعود ملك السعودية.
- 1335 هـ - القوات العربية بقيادة الضابط البريطاني توماس إدوارد لورنس يستولون على ميناء العقبة بعدما كان تحت يد العثمانيين.
- 1402 هـ -
  - وقوع «أحداث الدجيل» في العراق وذلك ردًا على محاولة اغتيال الرئيس العراقي صدام حسين، وذهب ضحية تلك الأحداث 140 شخص، وقد وصفت الحادثة بالمجزرة.
  - الاعتراف رسميًا بشرعية «الحزب التروتسكي السنغالي» في السنغال ذو الفكر الشيوعي.
- 1404 هـ - البدء في إنشاء الجمعية الخيرية الإسلامية العالمية بالكويت بعد إقرار قانونها الأساسي، واختيار أعضائها المؤسسين.
- 1416 هـ - سقوط طائرة ركاب تركية من طراز بوينغ في المحيط الأطلسي ومقتل جميع ركابها وطاقمها.
- 1420 هـ -
  - المسلحون في الجزائر يقتلون 26 على مداخل العاصمة.
  - باكستانيون يختطفون طائرة مدنية هندية بين كاثماندو ونيودلهي ويوجهونها إلى قندهار بأفغانستان، ثم يفتدون ركابها وملاحيها بثلاثة نشطين كشميريين.
- 1425 هـ - زعيم تنظيم القاعدة أسامة بن لادن يظهر في شريط فيديو برر فيه هجمات 11 سبتمبر.
- 1429 هـ - مصرع 16 مواطن يمني في هجوم بسيارة مفخخة على السفارة الأمريكية بالعاصمة صنعاء.
- 1430 هـ - الحكومة الإسرائيلية تقر خطة رئيس الوزراء بنيامين نتنياهو القاضية ببناء مئات الوحدات السكنية للمستوطنين في الضفة الغربية برغم الانتقاد الأمريكي لهذا القرار.
- 1436 هـ - الطائرة الكهربائية سولار إمبلس-2 تحط في هاواي قادمة من اليابان، وبهذا تكمل الطائرة رحلة ملاحة دورانية بدأت من أبوظبي.
- 1439 هـ - غرق قارب مهاجرين بسواحل جزيرة قرقنة التونسية يودي بحياة سبعين شخصًا على الأقل.
- 1440 هـ - فوز الرئيس الإندونيسي جوكو ويدودو بِولايةٍ رئاسيَّةٍ ثانية بعدما حصد ما نسبته 55.50% من أصوات الناخبين في الانتخابات العامَّة التي جرت يوم 12 شعبان 1440 هـ.
- 1446 هـ - قصف إسرائيلي يجتاح قطاع غزة ويروح ضحيته أكثر من أربعمئة شهيد ومئات المصابين، في عمليات شكلت خرقًا لإتفاق وقف إطلاق النار في قطاع غزة

## مواليد
- 1296 هـ - علي الجشي، فقيه وقاضي شرعي وشاعر سعودي.
- 1338 هـ - عبد الرحمن رأفت الباشا، أديب سوري.
- 1346 هـ - عادل أدهم، ممثل مصري.
- 1364 هـ - نبيل خالد، كاتب مصري.
- 1381 هـ - عابد فهد، ممثل سوري.
- 1398 هـ - تقي مبارك، لاعب كرة قدم عماني.
- 1404 هـ -
  - ياسمين جمال، ممثلة مصرية.
  - مرام عبد العزيز، ممثلة سعودية.

## وفيات
- 2 هـ - رقية بنت محمد، ابنة الرسول محمد من زوجته خديجة بنت خويلد وزوجة عثمان بن عفان.
- 58 هـ - عائشة بنت أبي بكر، زوجة النبي محمد.
- 95 هـ - الحجاج بن يوسف الثقفي، قائد عسكري أموي (قيل توفي في الحادي والعشرين من شهر رمضان).
- 124 هـ - محمد بن مسلم الزهري، فقيه حافظ.
- 130 هـ - عبد الله بن ذكوان، تابعي وفقيه المدينة، وأحد رواة الحديث النبوي.
- 603 هـ - فخار بن معد الموسوي، فقيه ومُحدِّث شيعي.
- 710 هـ - قطب الدين الشيرازي، فيلسوف وعالم رياضيات وفيزياء مسلم.
- 1332 هـ - الفاضل الشرابياني، عالم مسلم ومدرس إيراني.
- 1389 هـ - بهاء الدين حسام زادة، عالم الاجتماعي، صحفي، مترجم، كاتب وشاعر إيراني.
- 1402 هـ - أحمد النجفي الزنجاني، فقيه شيعي وخطاط إيراني - عراقي.
- 1432 هـ - عبد الرحمن بن سعيد، رياضي سعودي.
- 1446 هـ - أبو إسحاق الحويني، عالم ومحدِّث سنِّي وداعية مصري.

## وصلات خارجية
- موقع قصة الإسلام: حدث في شهر رمضان.